# یواس‌اس وایکینگ (اس‌پی-۳۳۱۴)
یواس‌اس وایکینگ (اس‌پی-۳۳۱۴) (به انگلیسی: USS Viking (SP-3314)) یک کشتی بود که طول آن ۴۲ فوت ۰ اینچ (۱۲٫۸۰ متر) بود. این کشتی در سال ۱۹۱۵ ساخته شد.